# Comités nationaux olympiques d'Océanie
Les Comités nationaux olympiques d'Océanie (CNOO, en anglais, Oceania National Olympic Committees, ONOC) sont une organisation internationale qui rassemble les 17 comités nationaux olympiques d'Océanie.

## Pays membres
Dans le tableau suivant, l'année où le CNOO est reconnu par le Comité international olympique (CIO) est aussi donnée si elle diffère de sa date de création.
| Nation                      | Code | Comité national olympique                                      | Création  | Ref. |
| --------------------------- | ---- | -------------------------------------------------------------- | --------- | ---- |
| Samoa américaines           | ASA  | Comité national olympique des Samoa américaines                | 1985      |      |
| Australie                   | AUS  | Comité olympique australien                                    | 1895      |      |
| Îles Cook                   | COK  | Comité national olympique et sportif des îles Cook             | 1986      |      |
| États fédérés de Micronésie | FSM  | Comité national olympique des États fédérés de Micronésie      | 1995/1997 |      |
| Fidji                       | FIJ  | Comité national olympique fidjien                              | 1949/1955 |      |
| Guam                        | GUM  | Comité national olympique de Guam                              | 1976/1986 |      |
| Kiribati                    | KIR  | Comité national olympique gilbertin                            | 2002/2003 |      |
| Îles Marshall               | MHL  | Comité national olympique des îles Marshall                    | 2001/2006 |      |
| Nauru                       | NRU  | Comité national olympique nauruan                              | 1991/1994 |      |
| Nouvelle-Zélande            | NZL  | Comité national olympique néo-zélandais                        | 1911/1919 |      |
| Palaos                      | PLW  | Comité national olympique des Palaos                           | 1997/1999 |      |
| Papouasie-Nouvelle-Guinée   | PNG  | Comité national olympique de Papouasie-Nouvelle-Guinée         | 1973/1974 |      |
| Samoa                       | SAM  | Comité national olympique samoan                               | 1983      |      |
| Îles Salomon                | SOL  | Comité national olympique des îles Salomon                     | 1983      |      |
| Tonga                       | TGA  | Comité national olympique tongan                               | 1963/1984 |      |
| Tuvalu                      | TUV  | Association des sports des Tuvalu et comité national olympique | 2004/2007 |      |
| Vanuatu                     | VAN  | Association des sports et comité national olympique du Vanuatu | 1987      |      |

Il y a sept membres associés
| Nation                 | Comité                                                                                 |
| ---------------------- | -------------------------------------------------------------------------------------- |
| Nouvelle-Calédonie     | Comité territorial olympique et sportif de Nouvelle-Calédonie                          |
| Niue                   | Association des sports et comité national olympique de l'île de Niue (NISANOC)         |
| Île Norfolk            | Association des sports amateurs et des jeux du Commonwealth de l'île Norfolk (NIASCGA) |
| Îles Mariannes du Nord | Association des sports des Mariannes du Nord                                           |
| Tahiti                 | Comité olympique de Polynésie française (COPF)                                         |
| Tokelau                | Fédération des sports de Tokelau                                                       |
| Wallis-et-Futuna       | Comité territorial olympique et sportif de Wallis-et-Futuna (CTOSWF)                   |